# Wunder von Braunschweig
Als Wunder von Braunschweig wird eine Serie zahlreicher anonymer Bargeld-Spenden in Braunschweig an soziale und karitative Einrichtungen sowie unverschuldet in Not geratene Einzelpersonen bezeichnet, die im November 2011 begann.

## Ablauf
Es wird vermutet, dass Auslöser für die Spenden, die sich im Januar 2014 auf über 260.000 Euro beliefen, verschiedene Artikel der Braunschweiger Zeitung waren, da den meisten Geldbeträgen, die sich jeweils in einem weißen Briefumschlag befanden, aktuelle Zeitungsausschnitte beilagen, in denen die Situation der Spendenempfänger dargestellt wurde. Die Spenden, meist jeweils 10.000 Euro in 500-Euro-Scheinen, gingen bei der Stiftung Opferhilfe, der Braunschweiger Verkehrswacht, dem Naturhistorischen Museum, mehreren Kindertagesstätten, verschiedenen Kirchengemeinden, einer Suppenküche, den Braunschweiger Sternsingern, der Braunschweiger Tafel und dem Hospiz ein. Auch Einzelpersonen wurden bedacht, so beispielsweise eine alte Frau, die Opfer von Trickdieben geworden war, und ein Junge, der seit einem Schwimmunfall schwerbehindert ist. Am 17. Mai 2012 wurde bekannt, dass Grundschülern der britischen Partnerstadt Bath mit einer Spende von 5000 Euro ein Besuch in Braunschweig ermöglicht werden sollte. Zum Weihnachtsfest 2012 erhielt die Braunschweiger Stadtverwaltung einen Umschlag mit 50.000 Euro und einer Liste mit Vorschlägen, welchen Institutionen der Betrag zugutekommen sollte. Am 2. Januar 2013 wurden 4000 Euro für die deutsche Kirchenschule in der äthiopischen Hauptstadt Addis Abeba gespendet, und am 30. Januar wurde das Gewaltpräventionsprojekt an der Grund- und Hauptschule Sophienstraße mit 2600 Euro bedacht. Im März und Mai 2013 spendete eine ältere Dame zusammen 30.000 Euro für das Hospiz in Braunschweig. Die Dame gab das Geld persönlich ab, wollte aber ihren Namen auch auf Nachfrage nicht nennen. Mitte 2013 erhielt die Braunschweiger Bürgerstiftung eine anonyme Spende, da ihr Bürgerbrunch wegen schlechten Wetters nicht kostendeckend ausgerichtet werden konnte, und dem Naturhistorischen Museum wurde mit 1000 Euro über Finanzierungsengpässe hinweggeholfen. Auch im nur wenige Kilometer entfernten Wolfenbüttel wurde anonym für den Erhalt einer Kirchenorgel gespendet. Kurz vor Weihnachten 2013 spendete erneut eine ältere Dame 10.000 Euro an ein Braunschweiger Hospiz, die jedoch anonym bleiben wollte. Im Oktober 2024 erhielt das Tierheim Braunschweig eine Spende über 10.000 Euro.
Fraglich ist, ob es sich dabei immer um eine Person handelte oder ob sich eine besondere Spendenkultur etabliert hatte. Im November 2015 setzte sich diese Serie von anonymen Spenden fort, als die katholische Kindertagesstätte St. Marien eine Spende in Höhe von 4000 Euro erhielt. Im Jahr 2019 erhielt ein Braunschweiger Hospiz eine Spende in Höhe von 100.000 Euro.

## Aufregung um unverdiente Spende
Am 14. Februar 2013 erhielt ein 27-Jähriger 5000 Euro, der nach eigenen Angaben Zivilcourage gezeigt hatte und dabei selbst zum Opfer geworden sei. Dem Umschlag mit dem Geld lag ein entsprechender Artikel der Braunschweiger Zeitung bei. Auf den Umschlag hatte der Spender „Danke“ geschrieben. 
Im weiteren Verfahren stellte es sich jedoch so dar, dass es sich bei dem Empfänger der Spende in Wirklichkeit mit großer Wahrscheinlichkeit um den eigentlichen Täter handelte, der sich seine Verletzungen bei einem selbstverschuldeten Sturz zugezogen hatte, während er seine Opfer verfolgt hatte. Die Ermittlungen gegen die zunächst von ihm beschuldigten Jugendlichen wurden eingestellt. Vielmehr erhielt der 27-Jährige nun selbst einen Strafbefehl des Amtsgerichts Braunschweig, den er auch akzeptierte, so dass das Geschehen nicht noch einmal im Rahmen einer Gerichtsverhandlung aufbereitet wurde.

## Mediale Aufmerksamkeit
Neben der kontinuierlichen Berichterstattung der Braunschweiger Zeitung nahmen sich weitere, auch überregionale Medien wie beispielsweise das Hamburger Abendblatt, Spiegel Online die taz oder der Stern und internationale Medien des Themas an. Auch Rundfunk- und Fernsehsender berichteten darüber, so beispielsweise RTL, Das Erste und das ZDF. Nachdem der 11-jährige Pablo im argentinischen Fernsehen einen Bericht über die Braunschweiger Spenden gesehen hatte, wandte er sich online an die Braunschweiger Zeitung, um auf die existenzielle Not seiner Familie und den drohenden Wohnungsverlust aufmerksam zu machen. Darüber wurde in der Zeitung berichtet, woraufhin eine unbekannte Person eine Spende von 2000 Euro für Pablos Familie übermittelte. Das Spendenwunder wurde vom österreichischen Bestsellerautor Daniel Glattauer in seinem Roman Geschenkt (2014) verarbeitet. Basierend auf Glattauers Erzählung inszenierte Daniel Prochaska 2018 die ORF-Stadtkomödie Geschenkt.